# Jardin du baume du tigre (Hong Kong)
Le manoir Haw Par, mieux connu pour ses jardins publics connus sous le nom de jardin du baume du tigre ou encore jardin Aw Boon Haw, est situé au 15 Tai Hang Road (en) de Tai Hang (zh) à Wan Chai à Hong Kong. Le jardin du baume du tigre est démoli en 2004 mais le manoir Haw Par et son jardin privé sont préservés.
Le manoir Haw Par de Hong Kong et son ancien jardin du baume du tigre font partie d'une série de trois sites avec Haw Par Villa à Singapour et un autre dans la province chinoise du Fujian, où subsistent les jardins.

## Histoire
Le jardin paysager est construit pour un coût de 16 millions HK$ par Aw Boon Haw et sa famille en 1935. Il est ouvert au début des années 1950.
En 1961, Aw It Haw, quatrième fils d'Aw Boon Haw, lance une invitation ouverte au public pour acheter le terrain, affirmant qu'il appartient à l'entreprise familiale Haw Par Brothers présidée par Aw Cheng Chye, fils d'Aw Boon Par (en), dont Aw It Haw a également affirmé qu'il avait été autorisé par Aw Cheng Chye à publier l'annonce de cette invitation. Cependant, la cheffe de l'entreprise phare d'Aw Boon Haw à Hong Kong, Sing Tao Holdings (en), éditeur du Sing Tao Daily (en), était Sally Aw (en), la demi-sœur d'Aw It Haw. Le procès de l'héritage d'Aw Boon Haw est réglé en 1967.
En 1978, il est rapporté que Cheung Kong Holdings est intéressé à réaménager le site. Le prix d'achat est de 25 millions HK$. Cheung Kong Holdings a également acheté les droits contractuels des frères Haw Par pour la location du terrain à la Haw Par Brothers International pendant 20 ans en 1969 (c'est-à-dire 10 ans restants en 1979) pour un montant de 40 millions HK$,. Cheung Kong Holdings fait construire le jardin Ronsdale sur le bail foncier connu sous le nom de lot intérieur no 5710. Il est rapporté que Sally Aw avait racheté une partie du jardin du baume du tigreet du manoir en 1984 qui était connu sous le nom de lot intérieur no 8972.
En 1985, le jardin est transformé en parc d'attractions appelé Haw Par Villa. De nombreuses sculptures sont remplacées par des manèges à cette époque, qui sont ensuite eux-mêmes remplacés à nouveau par les anciennes statues.
En 1998, l'héritière de la propriété, Sally Aw, vend l'ensemble du complexe de jardin à la société d'aménagement de terrains Cheung Kong Holdings (via Metrofond Limited) pour un réaménagement,. En 2001, le gouvernement de Hong Kong conclut un accord avec Cheung Kong selon lequel, dans le cadre du paiement de la prime foncière, le bureau des antiquités et monuments est chargé de préserver et de restaurer le manoir Haw Par lui-même et de transformer son jardin privé en musée. Cheung Kong ne paie que 943 millions HK$ comme prime foncière au gouvernement pour changer les termes du bail foncier pour le réaménagement en raison de la cession du manoir au gouvernement.
Lorsque le jardin du baume du tigre est détruit pour réaménagement du site en 2004, de nombreuses peintures murales et statues du jardin sont récupérées par le bureau des antiquités et monuments. Le site du jardin est maintenant occupé par la zone résidentielle appelée « The Legend at Jardine's Lookout », inaugurée au premier trimestre 2007.

## Caractéristiques
Les jardins d'origine couvraient 3,2 hectares. Une pagode du tigre de 6 étages est le point culminant du jardin. D'autres attractions touristiques comprennent des aménagements paysagers chinois artificiels parsemés de sculptures.

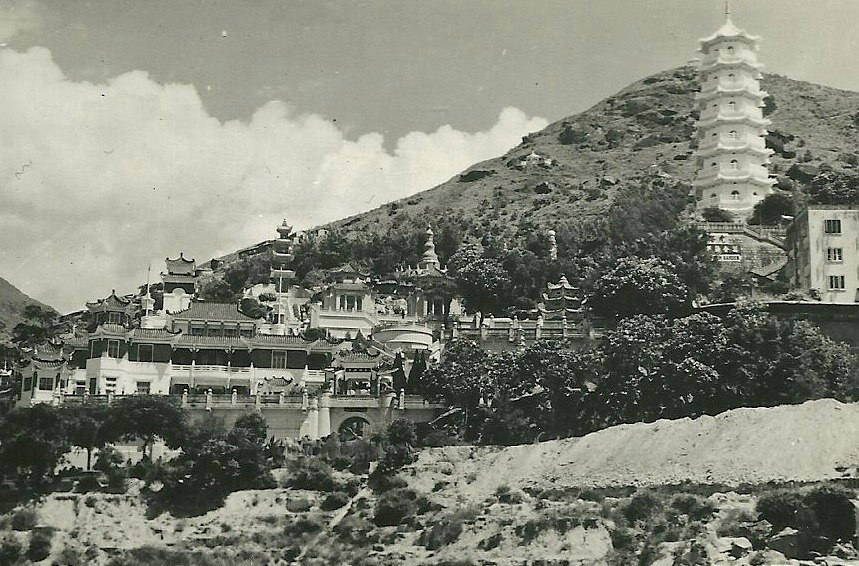
Le jardin du baume du tigre en 1953.
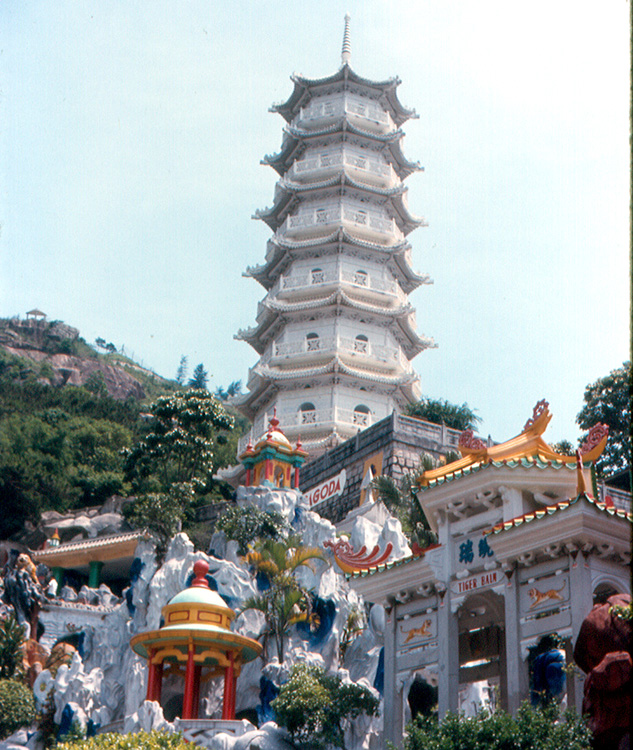
La pagode du tigre du jardin.
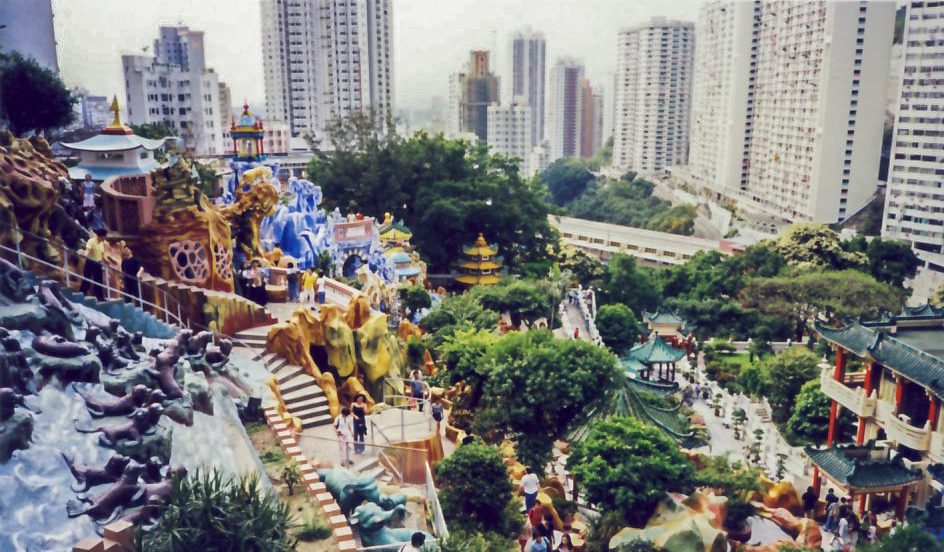
Le jardin en 1998.
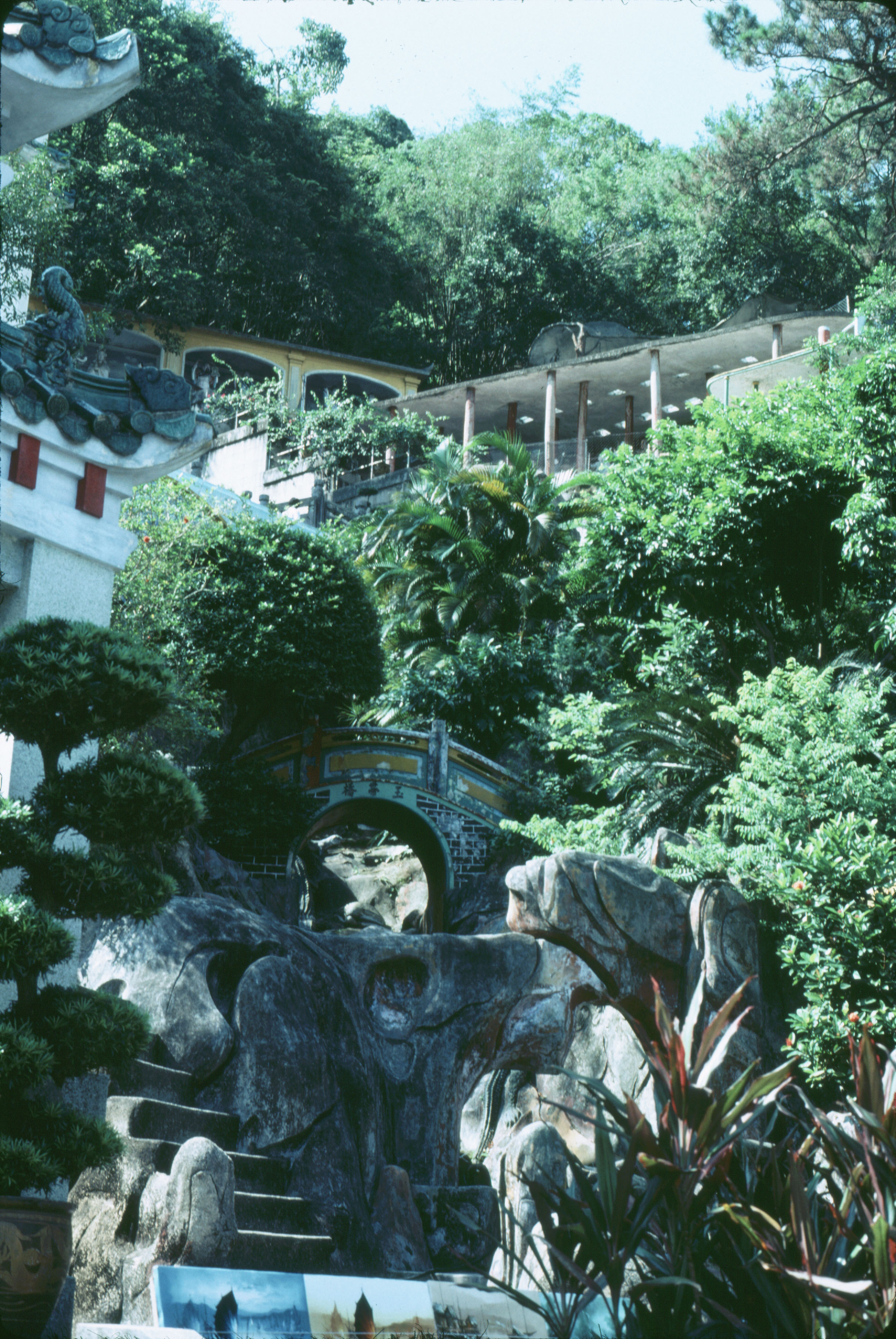
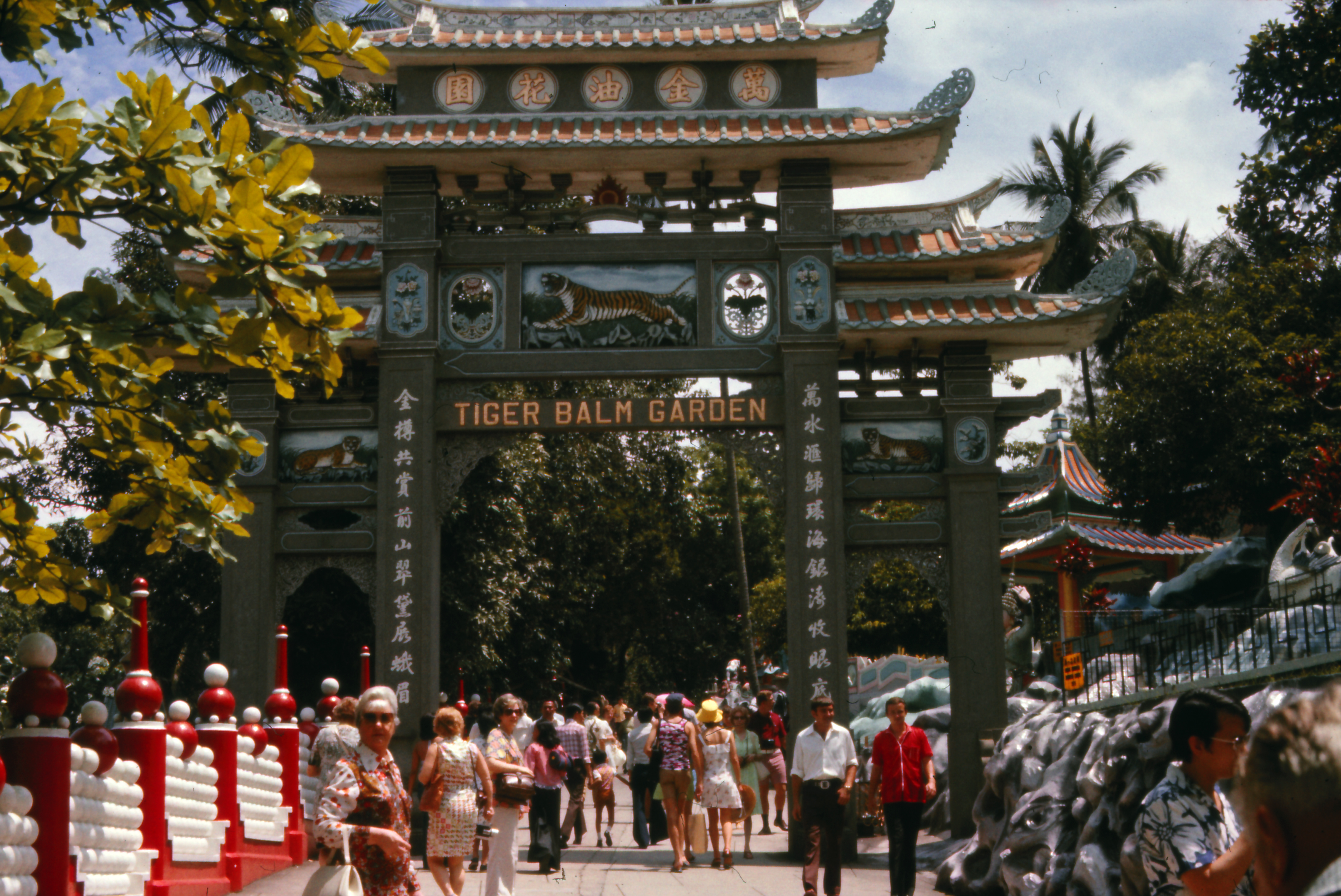
Portique d'entrée du jardin.
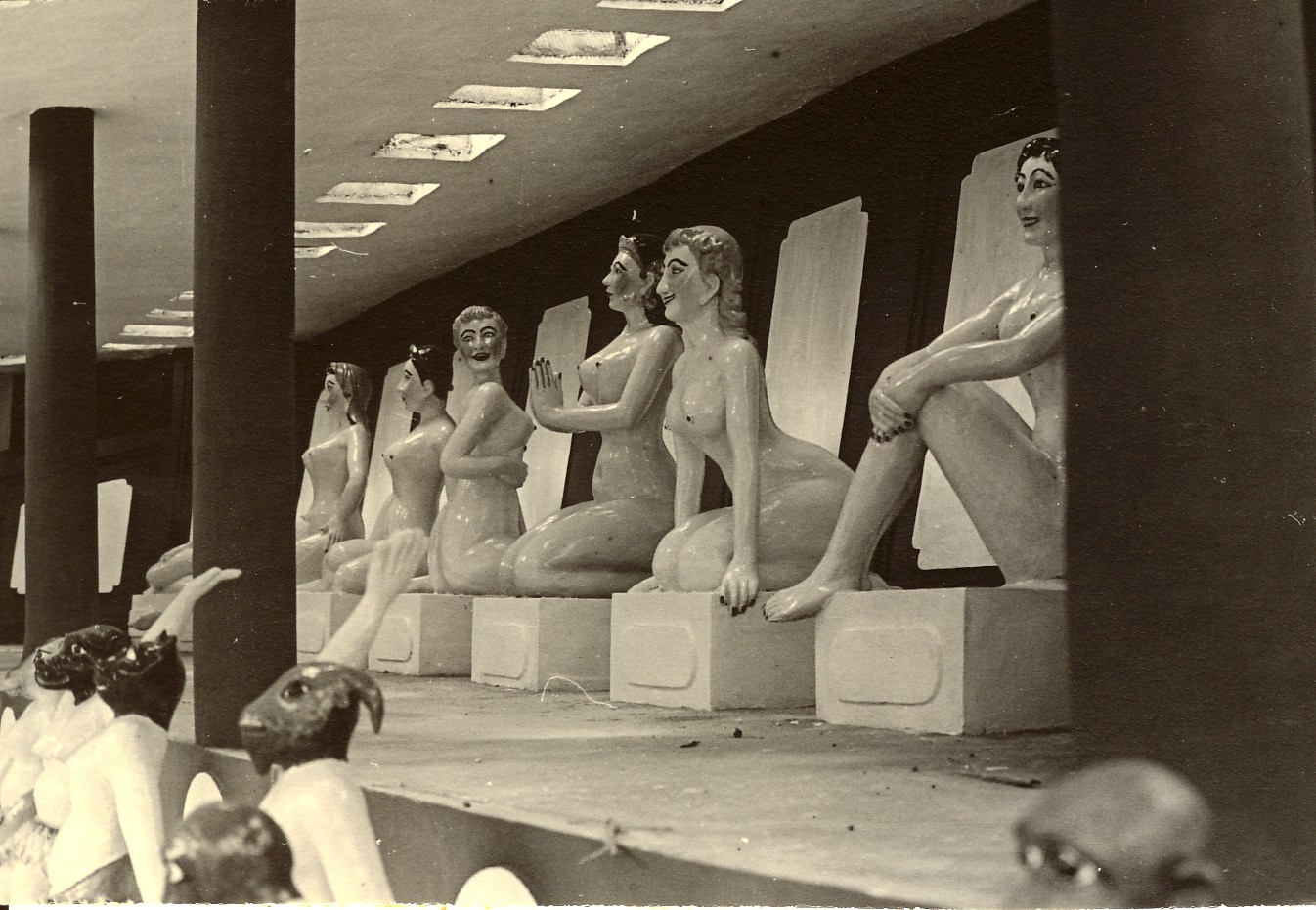
Statues du jardin.

## Manoir Haw Par
Le manoir Haw Par de 2 étages était la résidence de la famille Aw à Hong Kong. Il est construit en 1935 dans le style de la Renaissance chinoise. Il y a plus de 500 reliques dans le manoir qui ont été restaurés et réparés. Le site est classé bâtiment historique de rang II en 2000 puis de rang I le 18 décembre 2009.

Le manoir Haw Par.
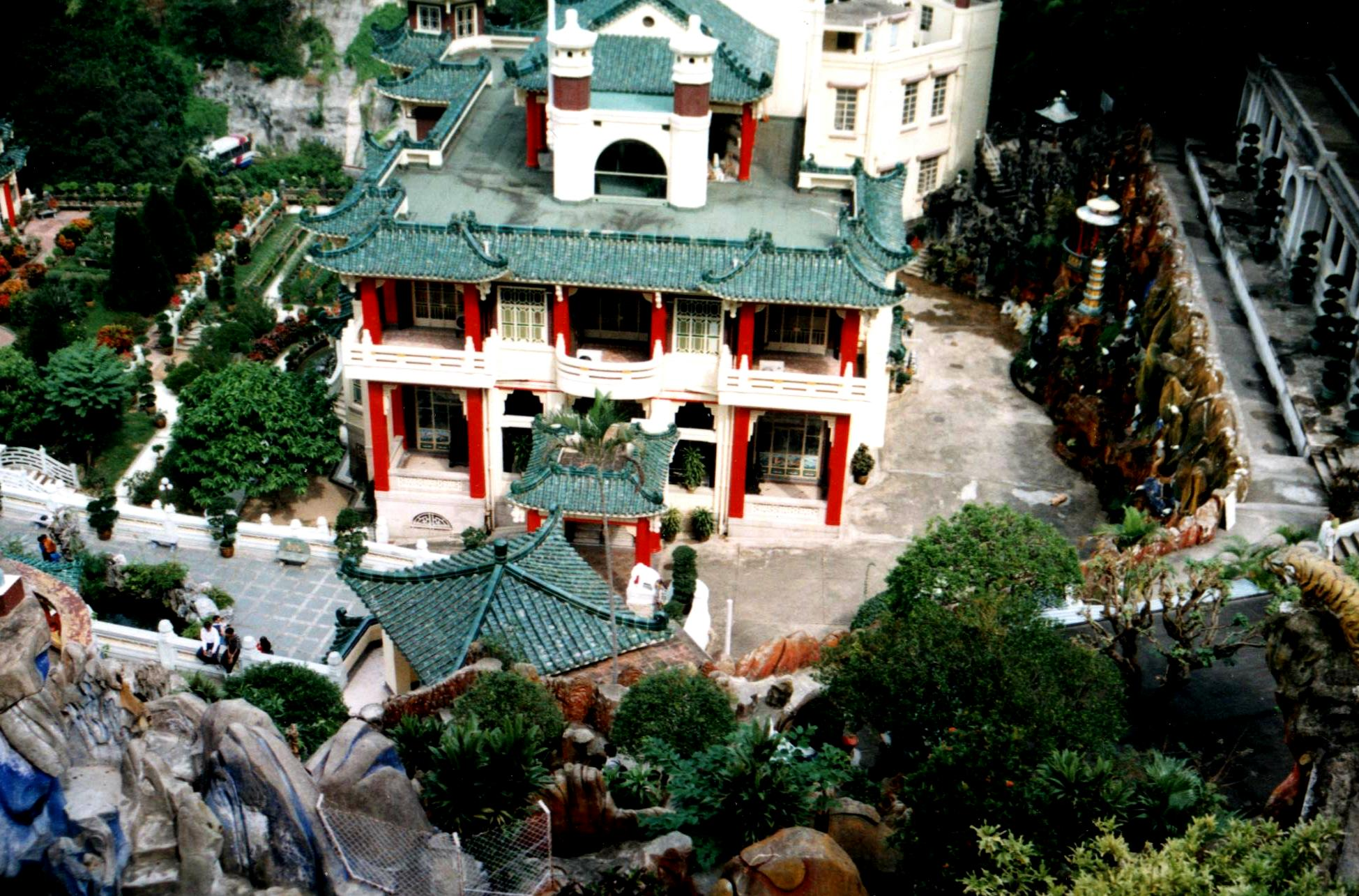
Vue aérienne du manoir.
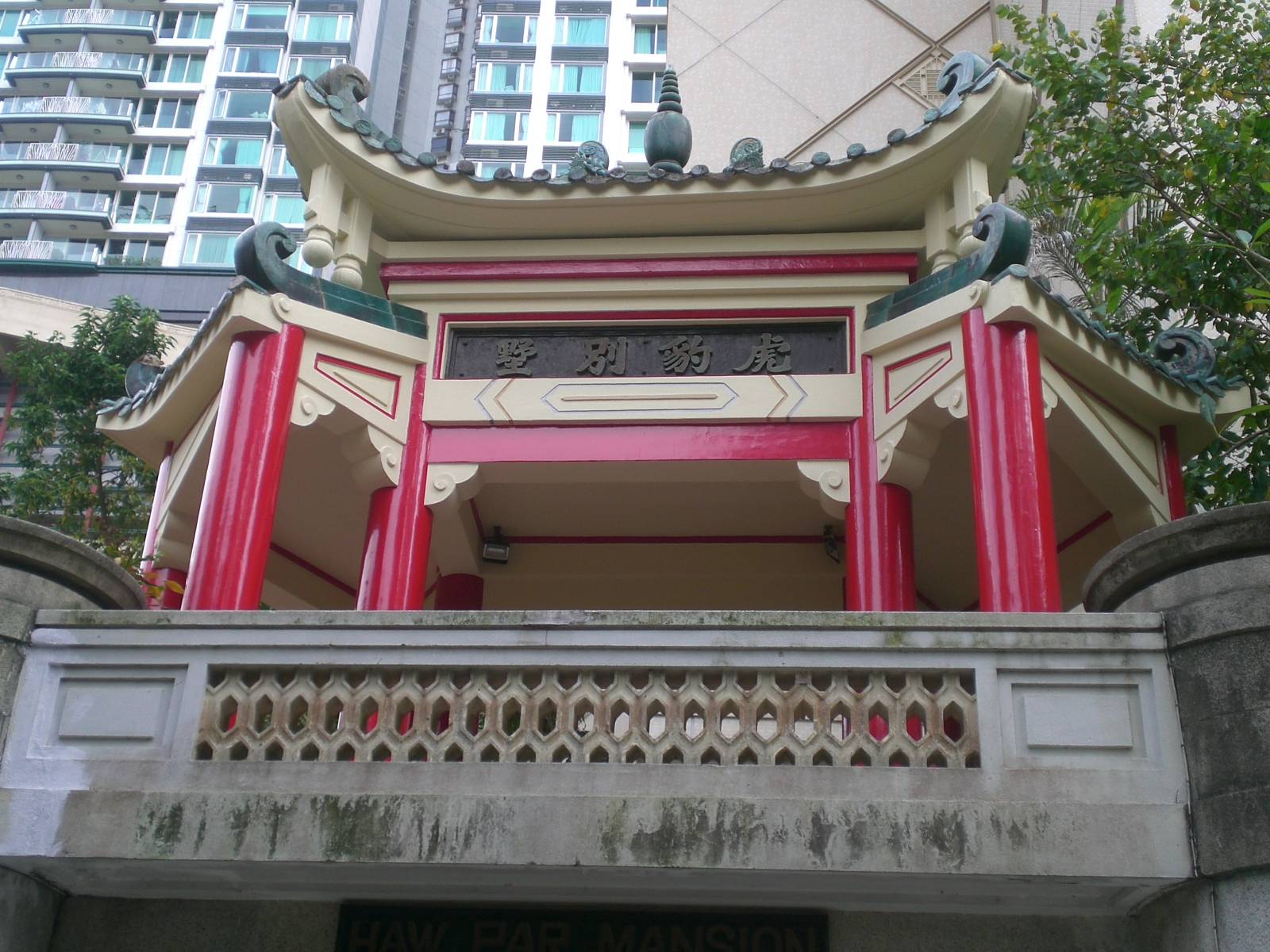
Vue depuis la rue.
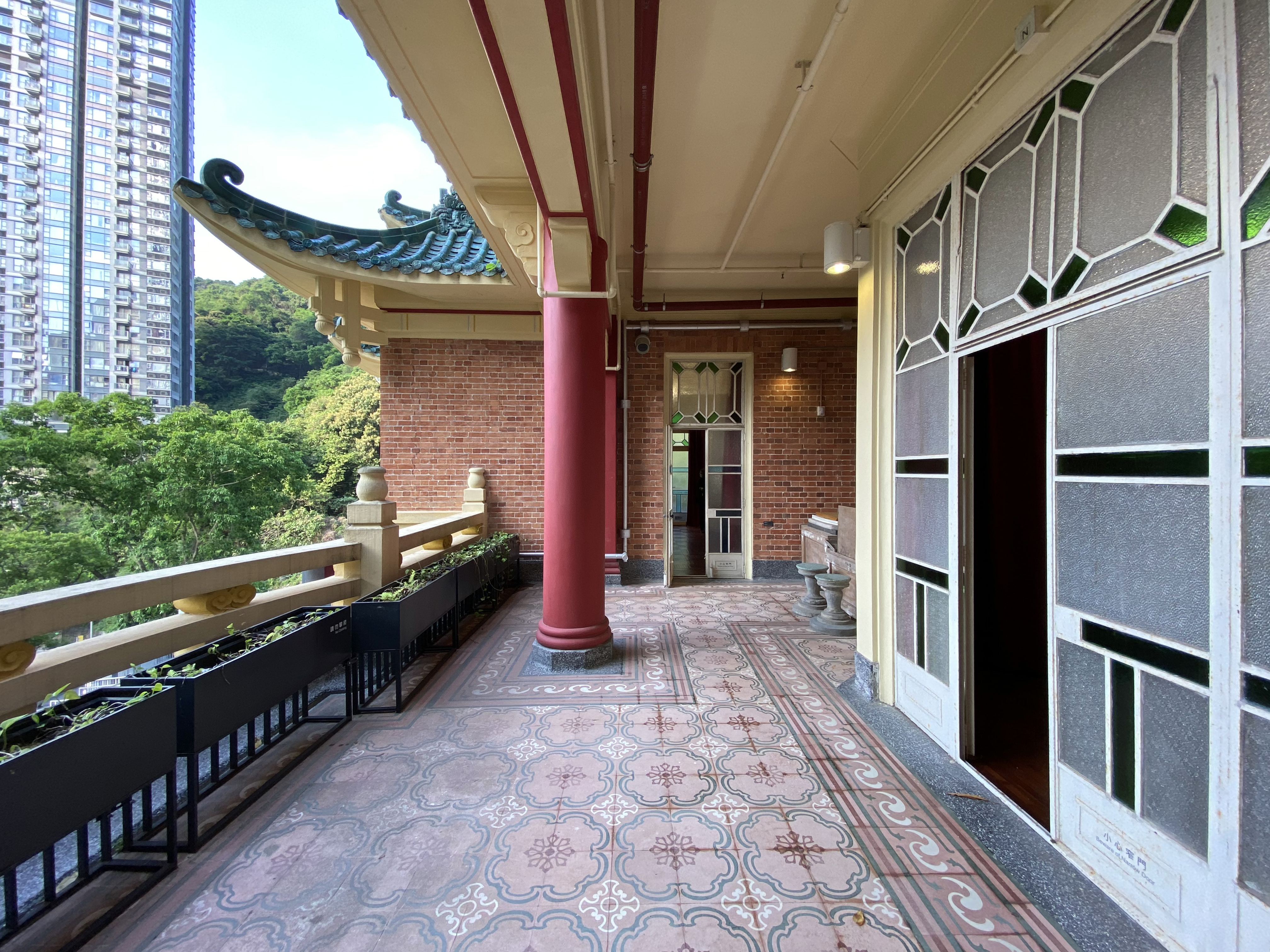
Balcon.
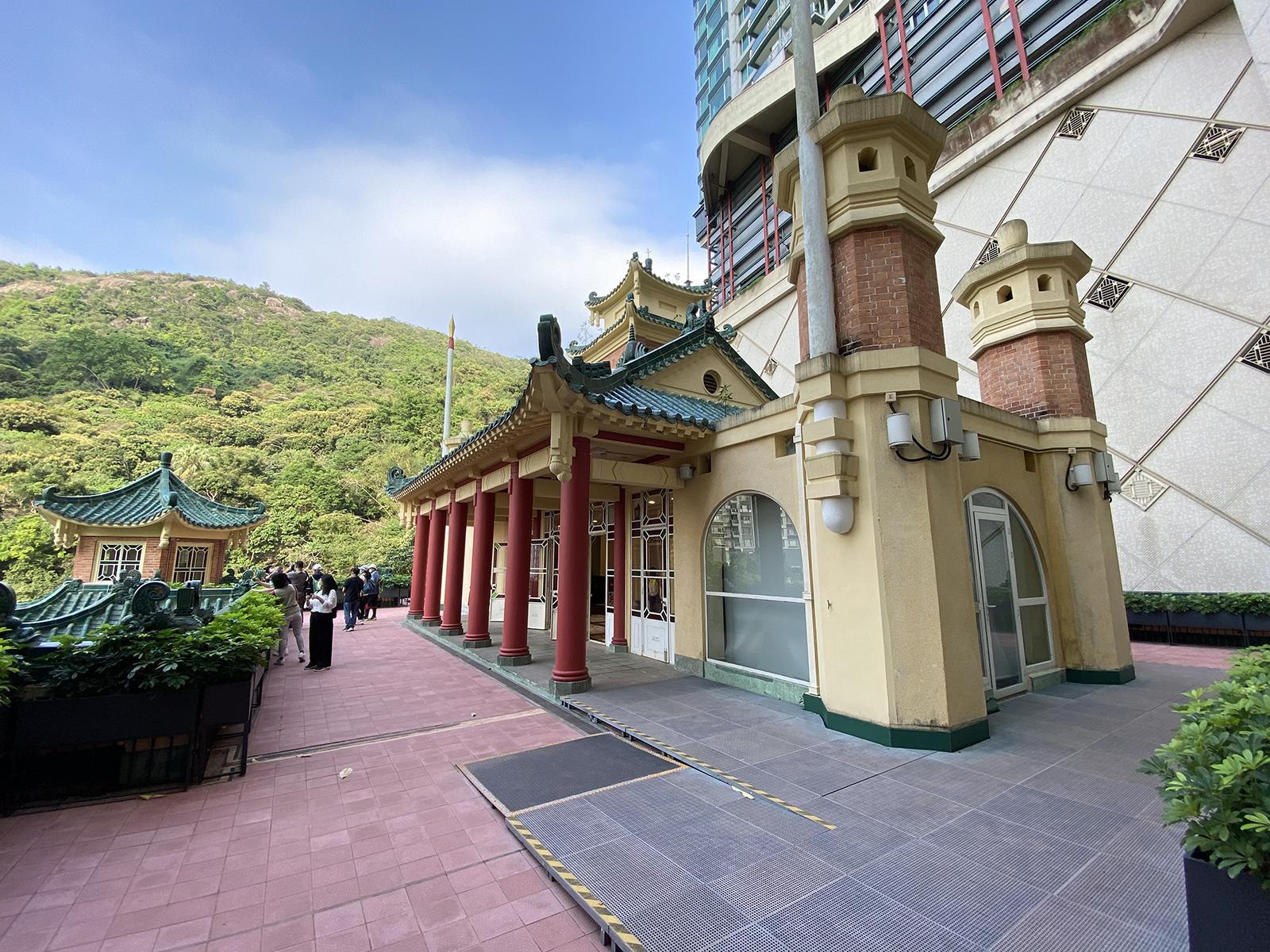
Toit.
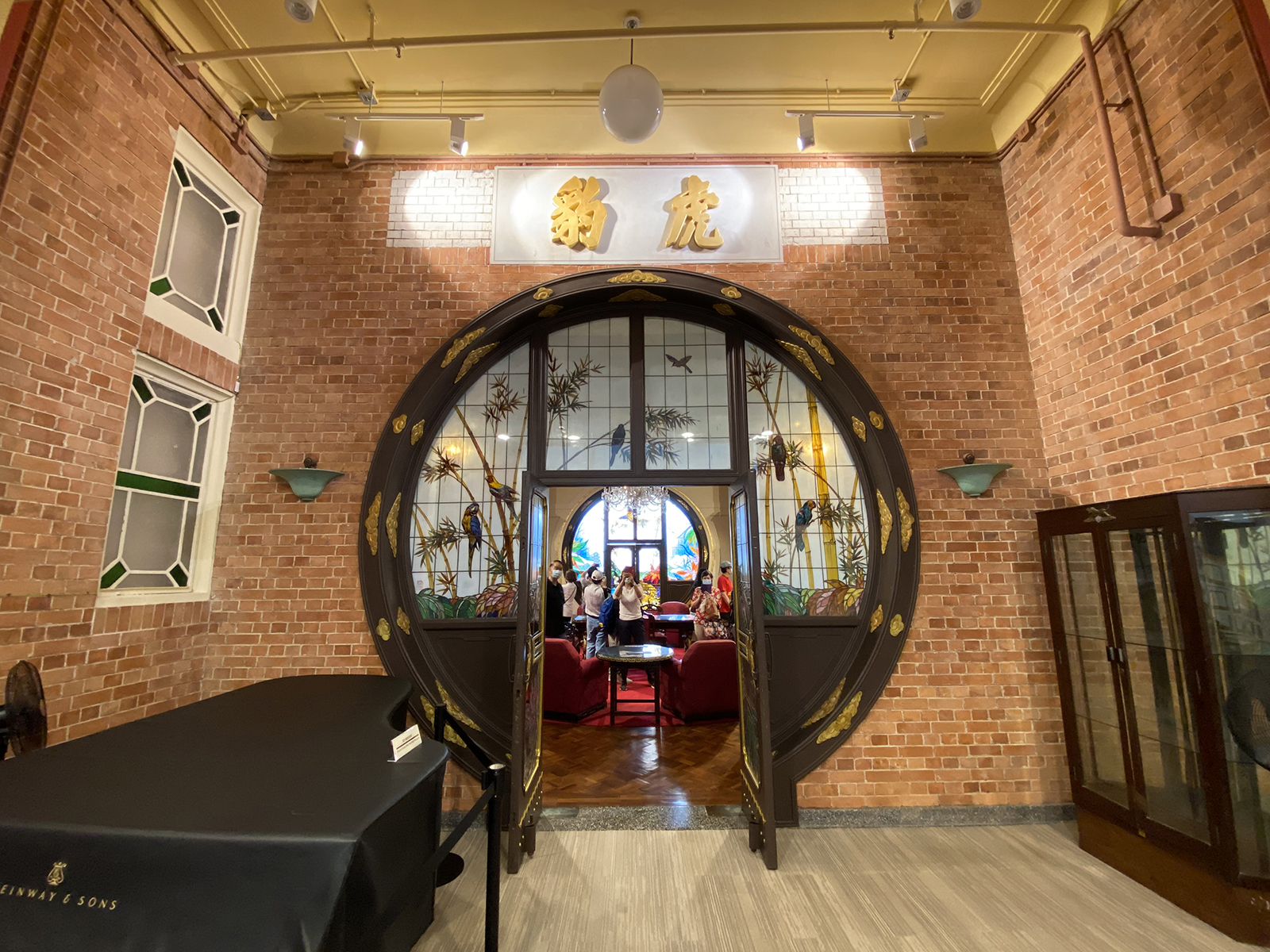
Entrée principale.
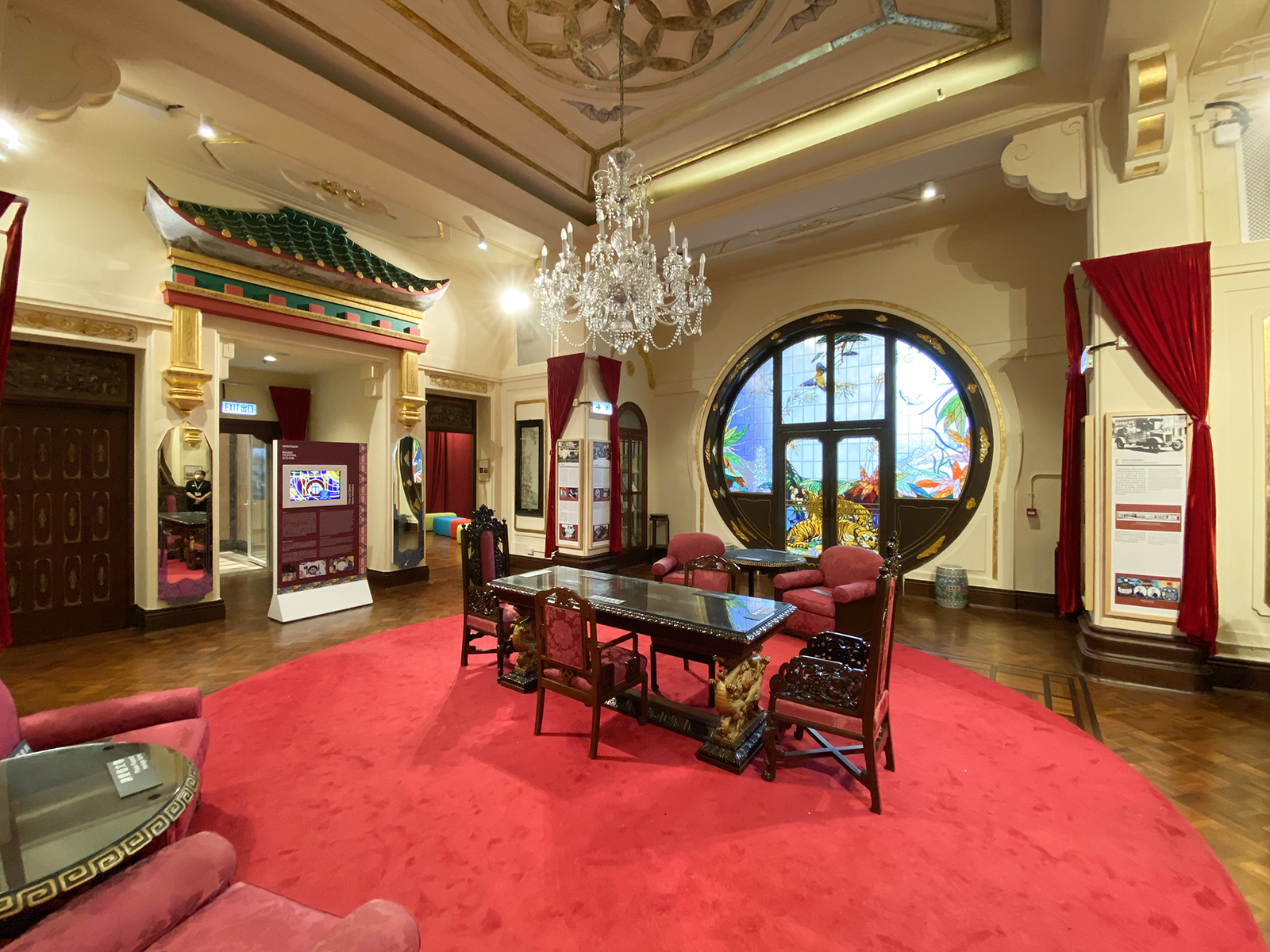
Ancien salon.
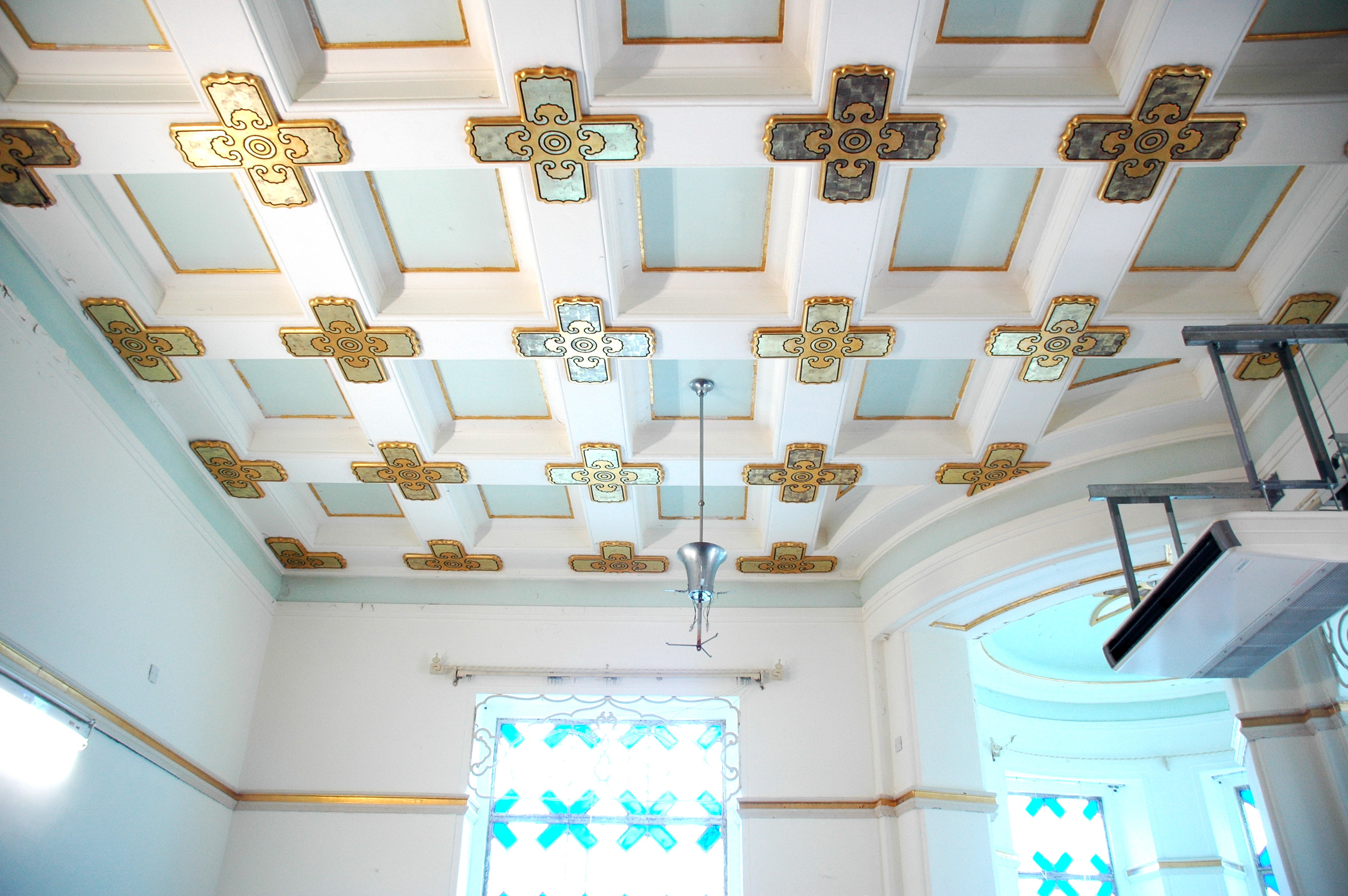
Plafond décoré.
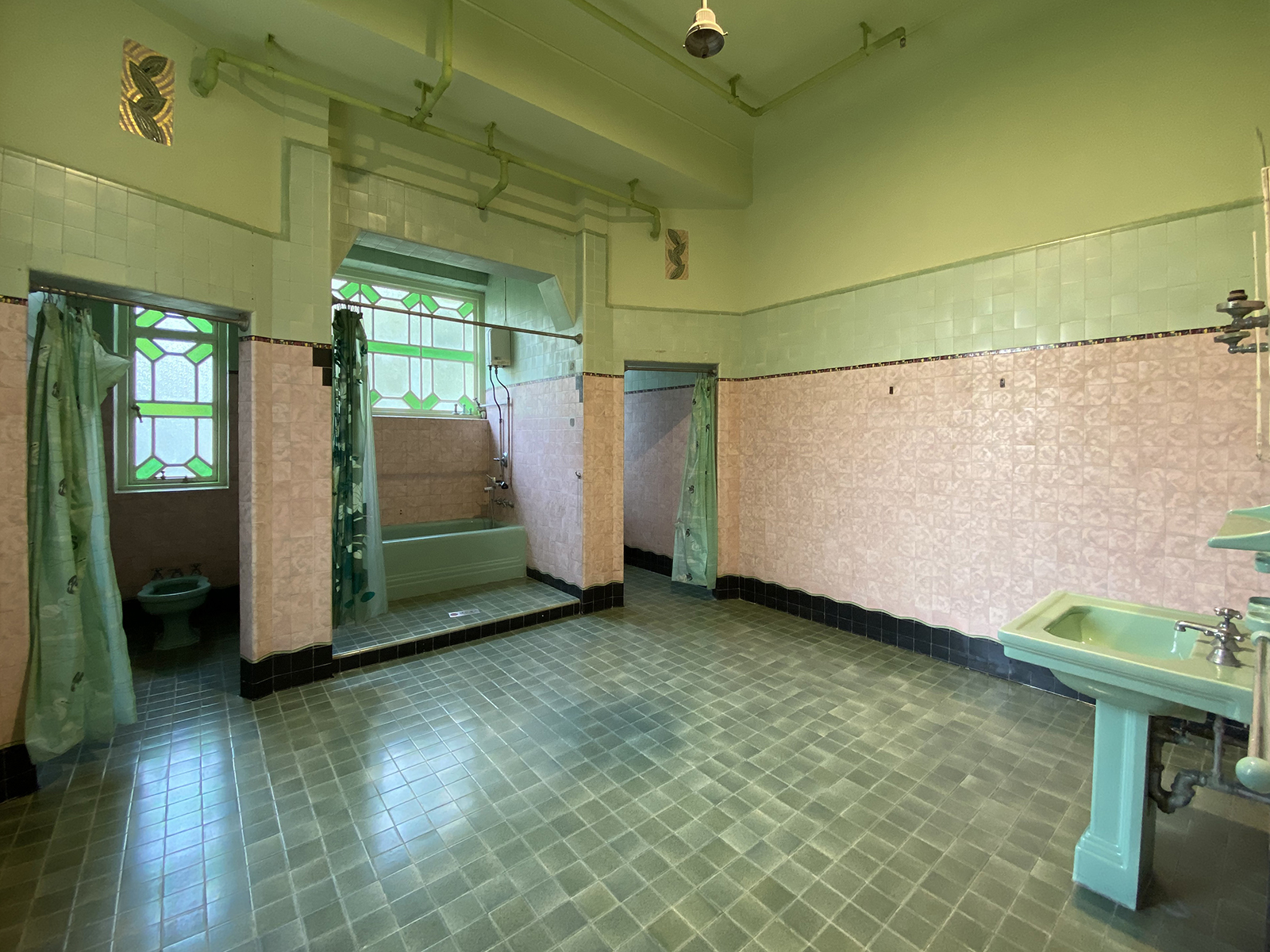
Salle de bain au 1er étage.
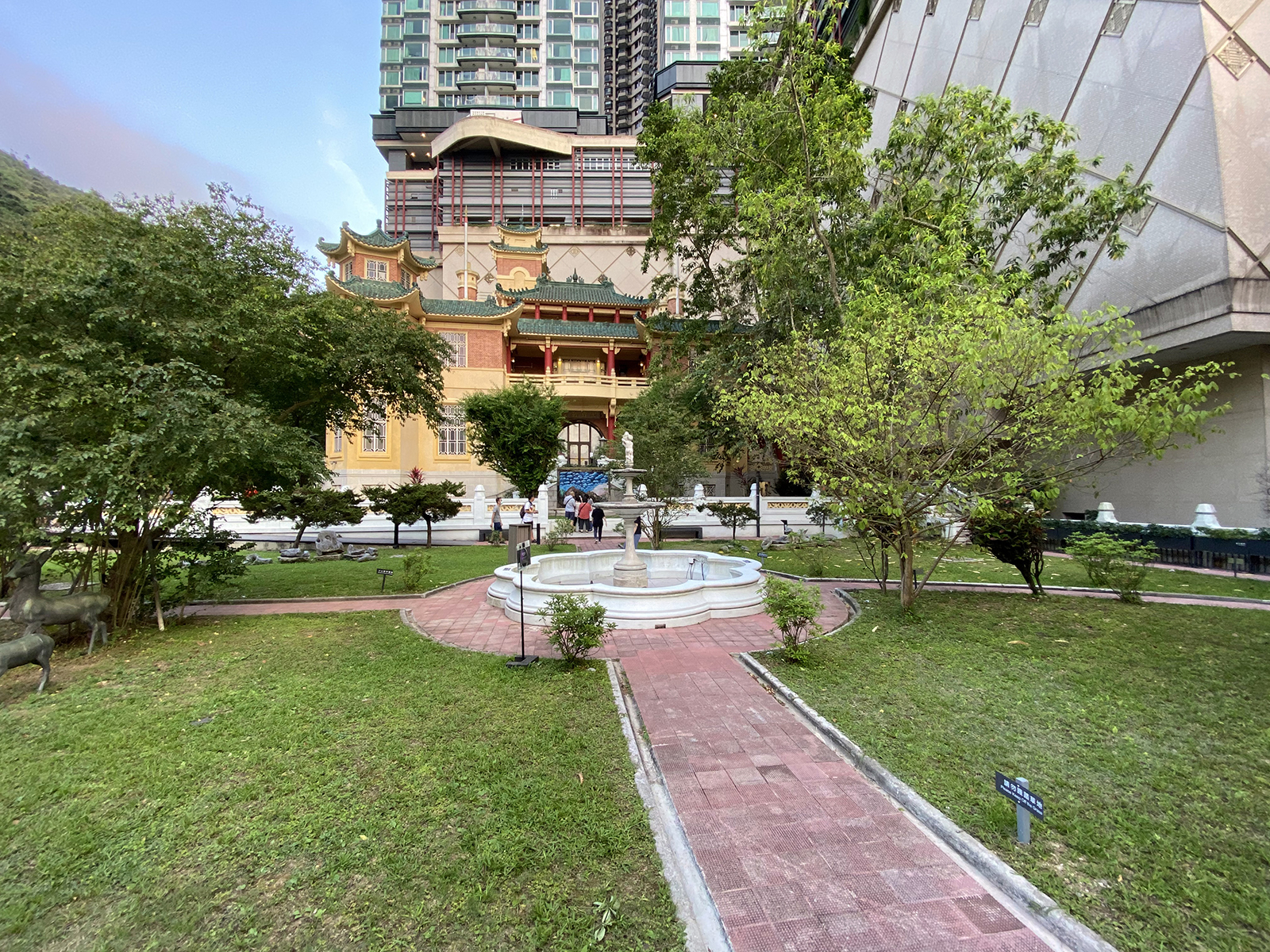
Jardin privé du manoir.